# NGC 634
NGC 634 ist eine Spiralgalaxie vom Hubble-Typ Sa im Sternbild Dreieck am Nordsternhimmel, die schätzungsweise 227 Millionen Lichtjahre von der Milchstraße entfernt ist.
Das Objekt wurde am 26. Oktober 1876 vom französischen Astronomen Édouard Jean-Marie Stephan entdeckt.